# Komałówka
Komałówka – wzgórze o wysokości 228 m n.p.m. Znajduje się na północ od miejscowości Wołowice w województwie małopolskim.